# Anne-Kathrin
Anne-Kathrin, auch Annekathrin, Annekatrin, Ann-Kathrin und weitere Varianten, ist ein weiblicher Vorname. Unter den vielen zusammengesetzten Namen, die mit Anne beginnen, ist dies eine der häufigsten Kombinationen.
Die Variation Ann wird meistens als erster Teil eines Doppelnamens vergeben. Häufige Kombinationen sind Ann-Sophie, Ann-Katrin und Ann-Kristin. Besonders beliebt waren weibliche Vornamen mit Ann in den 1990er Jahren.

## Herkunft und Bedeutung
Zusammengesetzt aus den Namen Anne ‚Anmut‘, ‚Liebreiz‘ (vom hebräischen Ann) und Kathrin ‚die Reine‘ (vom griechischen Aikaterina).

## Namenstag
- 9. Februar

## Bekannte Namensträgerinnen

### Anne-/Anne
- Annekathrin Bach (* 1979), deutsche Schauspielerin
- Anne Cathrin Buhtz (* 1973), deutsche Schauspielerin
- Annekathrin Bürger (* 1937), deutsche Schauspielerin
- Anne-Kathrin Elbe (* 1987), deutsche Leichtathletin
- Annekathrin Giegengack (* 1970), deutsche Politikerin (Bündnis 90/Die Grünen)
- Anne-Kathrin Gummich (* 1964), deutsche Schauspielerin und Regisseurin
- Anne-Kathrin Heier (* 1977), deutsche Autorin und Journalistin
- Annekatrin Hendel, deutsche Produzentin und Regisseurin
- Annekatrin Klepsch (* 1977), deutsche Politikerin (Die Linke)
- Annekathrin Kohout (* 1989), deutsche Kulturhistorikerin und Medienwissenschaftlerin
- Anne-Kathrin Kosch (* 1988), deutsche Schönheitskönigin
- Annekatrin Krüger (* 1979), deutsche Shorttrackerin, siehe Anne Krüger (Shorttrackerin)
- Annekatrin Lillie (* 1986), deutsche Badmintonspielerin
- Anne-Catrin Märzke (* 1985), deutsche Schauspielerin und Sängerin
- Anne Katrin Matyssek (* 1968), deutsche Psychologin und Autorin
- Anne-Kathrin Schade (* 1968), deutsche Volleyballspielerin
- Anne-Katrin Seid (* 1967), deutsche Badmintonspielerin
- Annekatrin Thiele (* 1984), deutsche Ruderin
- Anne-Katrin Ziesak (* 1965), deutsche Historikerin und Kuratorin

### Ann-/Ann
- Ann Catrin Apstein-Müller (* 1973), deutsche Lyrikerin und Übersetzerin
- Ann-Kathrin Bendixen (* 1999), deutsche Weltreisende, Influencerin und Autorin
- Ann-Katrin Berger (* 1990), deutsche Fußballspielerin
- Ann-Cathrin Giegerich (* 1992), deutsche Handballspielerin
- Ann-Kathrin Götze (* 1989), deutsches Model
- Annkathrin Kammeyer (* 1990), deutsche Politikerin (SPD)
- Ann-Kathrin Karschnick (* 1985), deutsche Autorin
- Ann-Kathrin Kramer (* 1966), deutsche Schauspielerin und Autorin
- Ann-Kathrin Lindner (* 1987), deutsche Golfspielerin
- Ann Kathrin Linsenhoff (* 1960), deutsche Dressurreiterin
- Ann Kathrin Lüthi (* 1975), Schweizer Musikerin, siehe Annakin (Musikerin)
- Ann-Katrin Naidu, deutsche Opernsängerin
- Ann-Kathrin Nezik (* 1986), deutsche Journalistin
- Ann-Kathrin Otto (* 1968), deutsche Illustratorin und Moderatorin
- Ann-Katrin Schinkel (* 1989), deutsche Fußballspielerin
- Ann-Katrin Schröder (* 1973), deutsche Journalistin und Fernsehmoderatorin
- Ann-Kathrin Spöri (* 2001), deutsche Badmintonspielerin
- Ann-Cathrin Sudhoff (* 1972), deutsche Schauspielerin
- Ann-Kathrin Tranziska (* 1974), deutsche Biologin und Politikerin (Bündnis 90/Die Grünen)
- Ann-Cathrin Uhl (* 1996), deutsche Skilangläuferin und Bergläuferin
- Ann-Kathrin Vinken (* 2000), deutsche Fußballspielerin
- Ann-Kathrin Wasle (* 1987), deutsche Schriftstellerin